# Simione Tamanisau
Simione Moci Tamanisau (Tailevu, 1982. június 5. –) Fidzsi-szigeteki válogatott labdarúgó, aki jelenleg a Rewa FC játékosa.

## Sikerei, díjai
- Hekari United
  - Pápua új-guineai bajnok: 2010–11
- Ba FC
  - Fidzsi-szigeteki bajnok: 2011, 2012
- Nadi FC
  - Fidzsi-szigeteki bajnok: 2015